# Nadin Maria Rüfenacht
Nadin Maria Rüfenacht (* 20. Februar 1980 in Burgdorf) ist eine Schweizer Fotografin, die seit 1999 in Deutschland tätig ist.

## Leben
Nadin Maria Rüfenacht wurde 1980 in Burgdorf (Schweiz) geboren und ist seit 1999 in Deutschland tätig. 2005 erwarb sie ein Fotografiediplom an der Hochschule für Grafik und Buchkunst Leipzig bei Timm Rautert, bei dem sie anschliessend bis 2008 ein Meisterschülerstudium absolvierte. Rüfenacht lebt und arbeitet in Leipzig, in ihrem Heimatort Grosshöchstetten und in Bern.
In Leipzig teilt sie sich mit ihrem Ehemann, dem Maler Tilo Baumgärtel, ein Atelier in der Leipziger Baumwollspinnerei.

## Ausstellungen (Auswahl)

### Einzelausstellungen
- 2005: Nature Morte, Galerie Sammler, Leipzig
- 2006: Marks Blond, Raum für zeitgenössische Kunst, Bern
- 2006: Nature Morte, Metro 4, Basel[3]
- 2007: Arche Noah - Instant, Galerie Beatrice Brunner, Bern
- 2012: to get there, Wendt & Friedmann Galerie, Berlin[4]
- 2012: Höhlen und Gemächer, Galerie Beatrice Brunner, Bern[5][6]
- 2013: Chambre sauvage, Galerie Kleindienst, Leipzig
- 2015: Bataille, Galerie Beatrice Brunner, Bern
- 2017: Garde, Villa Bühlers, Fürth
- 2018: feu pâle, Galerie Kleindienst, Leipzig[7]
- 2018: Radar, Städtisches Museum und Galerie, Engen

### Ausstellungsbeteiligungen
- 2005: Ausstellung der Preisträger des Aeschlimann-Corti-Stipendiums, Kunstmuseum Bern
- 2005: Swiss Art Awards, Kiefer Hablitzel, Art Basel
- 2005: Kalte Herzen, Galerie Kleindienst, Leipzig
- 2005: Unter 30, Kunsthaus Pasquart, Biel/Bienne[8]
- 2005: Nützlich – süß – museal, das fotografierte Tier, Museum Folkwang, Essen
- 2006: Foto kann alles, Kunstmuseum Bern
- 2006: Reiz und Risiko, Haus für Kunst Uri, Altdorf (CH)[9]
- 2006: Alte Meister / Junge Künstler, Casa Volterra, Frankfurt am Main
- 2006: Zweidimensionale, Kunsthalle der Sparkasse Leipzig
- 2007: Selection / Auswahl, Photoforum Pasquart, Biel/Bienne
- 2007: Zeig mir deinen Katalog, du Schwein!, Galerie Kleindienst, Leipzig
- 2007: Ohne Schatten, Galerie Eigen+Art, Leipzig
- 2008: Wir sind nicht hier, um uns nett zu finden, Galerie Löhrl, Mönchengladbach
- 2008: Close the gap 1, Stadtgalerie Kiel
- 2009: Close the gap 3, Stadtgalerie Speyer
- 2009: Close the gap 4, Pfaffenhofener Kunstverein, Kulturhalle Pfaffenhofen
- 2009: Stoffe der Eitelkeit, Parrotta Contemporary Art, Stuttgart
- 2009: Fotopreis des Kantons Bern, Kornhaus (Bern)
- 2009: AC-Stipendiumsausstellung, Kunstmuseum Bern
- 2009: Frauenkunstpreis, ArchivArte Galerie, Bern
- 2010: Jelängerjelieber (mit Rosa Loy), Galerie Kleindienst, Leipzig
- 2011: Bummelnde Raketenträger (mit Tilo Baumgärtel), Philara e.V., Düsseldorf[10]
- 2011: 18. Leipziger Jahresausstellung
- 2011: Auslöser, Kunsthalle der Sparkasse Leipzig
- 2011: Leipzig. Fotografie seit 1939, Museum der bildenden Künste Leipzig
- 2012: Die Erben Goyas, Kunst- und Kulturstiftung Opelvillen Rüsselsheim
- 2013: Crossing Views – Fotografie aus Leipzig, Marburger Kunstverein, Marburg
- 2013: Menagerie – Tierschau aus der Sammlung Würth, Kunsthalle Würth, Schwäbisch Hall
- 2013: Schaufenster: Zwickau meets Dresden, Kunstverein Freunde aktueller Kunst, Zwickau
- 2013: Tierstücke, Sammlung SØR Rusche Oelde/Berlin, Museum Abtei Liesborn, Liesborn[7]
- 2015: Backstage Gossip (mit Henriette Grahnert), Kunsthalle Giessen
- 2015: VOLTA 11, Markthalle Basel[7]
- 2016: Zerlegt! Montiert!, Museum Ratingen
- 2017: Alias (mit Tilo Baumgärtel), Galerie Schimming, Hamburg
- 2018: Depot #9 Fotografie, Staatliche Kunstsammlungen Leipzig
- 2019: Building a Dialogue, Museum der Belgischen Nationalbank, Brüssel
- 2022: Image of Thought, Villa Heike, Berlin

## Preise
- 2004: Erster Kunstförderpreis der Stadtwerke Leipzig und Halle für Installation "Wir dürfen nichts lieb gewinnen"[11]
- 2008: Förderpreis des Aeschlimann-Corti-Stipendiums (AC-Stipendium), Bernische Kunstgesellschaft[12]